# Marmelade

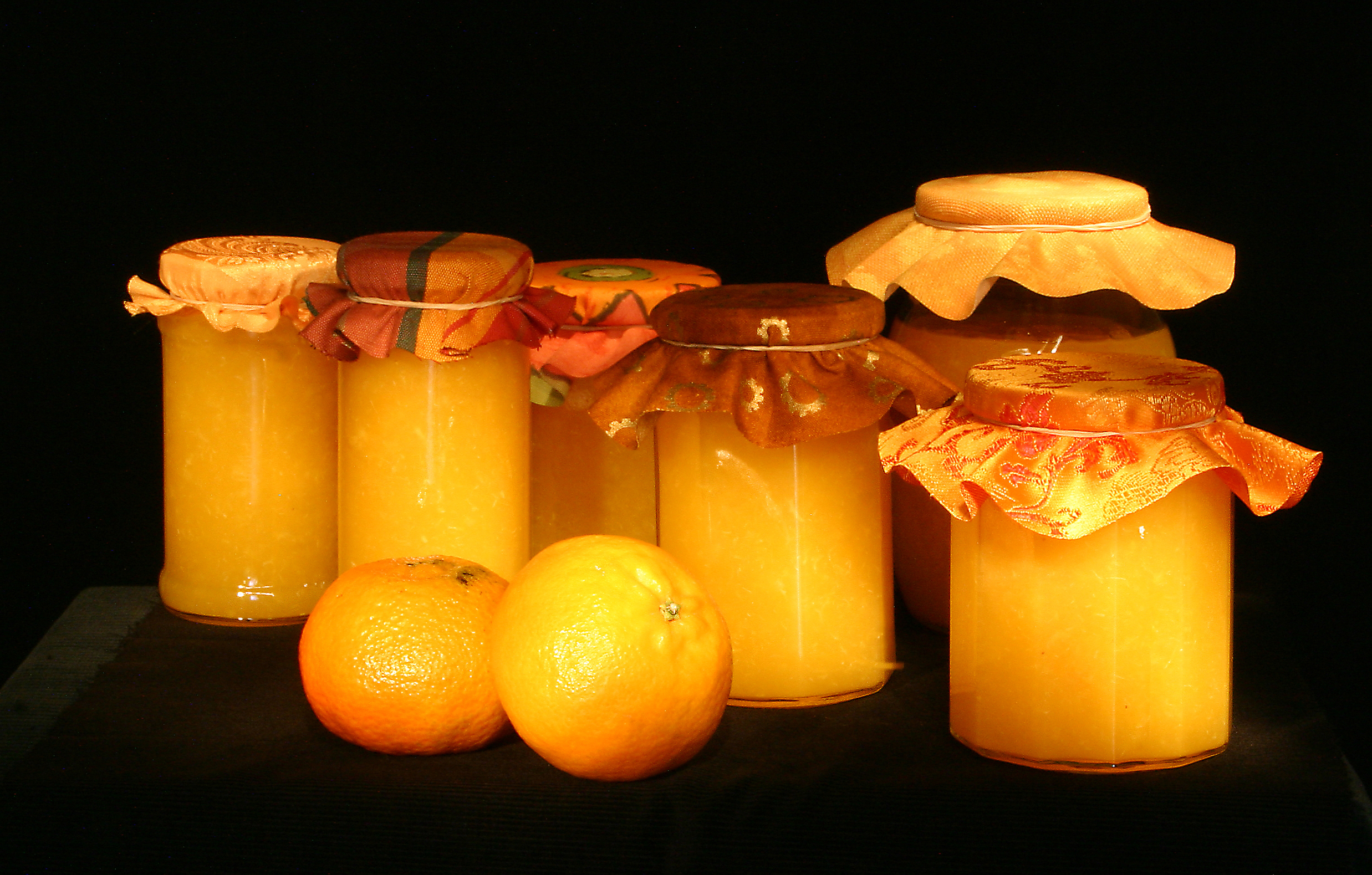
Mandarine

Marmelade (von portugiesisch marmelo ‚Quitte‘) ist die traditionelle Bezeichnung für einen Brotaufstrich, der aus mit Zucker eingekochten Früchten hergestellt wird, ohne dass Fruchtstücke im Fertigprodukt sichtbar bleiben. 
In der EU ist im Verkauf und in der Werbung die Bezeichnung heute – mit lokalen Ausnahmen – nur noch für Produkte aus Zitrusfrüchten erlaubt (in denen jedoch sichtbare Fruchtstücke vorhanden sein können, oft sind dies Schalenteile), Produkte aus anderen Früchten werden als Konfitüre bezeichnet. Die Gesetze in Deutschland und Österreich mussten entsprechend angepasst werden. Seit dem Jahr 2003 wird aber in Österreich und Deutschland aufgrund einer Ausnahmeregelung die Bezeichnung wie früher üblich vermehrt auch im Handel bei Produkten jeglicher Früchte verwendet.
Andere regionale Bezeichnungen sind unter anderem Schmiersel (im Pfälzischen), Gsälz (im Schwäbischen), Schleck(s)l (im Badischen), Sießschmeer (im Saarland), Gebeess (in Luxemburg) und Konfi oder Gomfi (von Konfitüre, in der Schweiz).
Im allgemeinen Sprachgebrauch hat sich die Bezeichnung Marmelade trotz geänderter Verordnungen nach wie vor für Produkte aus Früchten aller Art erhalten.

## Etymologie
Marmelade geht auf Portugiesisch marmelada ‚Quittenmus‘ zurück, eine Ableitung von port. marmelo ‚Honigapfel‘, ‚Quitte‘. Marmelo stammt von lateinisch melimēlum beziehungsweise letztlich von griechisch μελίμηλον mélimēlon, einer Zusammensetzung aus griech. μέλι méli, deutsch ‚Honig‘ und griech. μῆλον mḗlon, deutsch ‚Apfel‘. Die Bedeutungserweiterung fand wohl im Französischen statt, durch welches das portugiesische Wort schließlich ins Deutsche gelangte. In Deutschland lässt sich die Bezeichnung spanische Marmalada erstmals 1597 in Hamburg nachweisen.

## Geschichte
Die erste marmeladeähnliche Substanz ist bis ins alte Rom zurückzuverfolgen. Ausgrabungen im Jahre 1937 haben in Tongefäßen Rückstände von Zwetschgenmus in Verbindung mit Zuckerrohr nachgewiesen. Dieses ist ein Vorläufer der heutigen Marmelade.

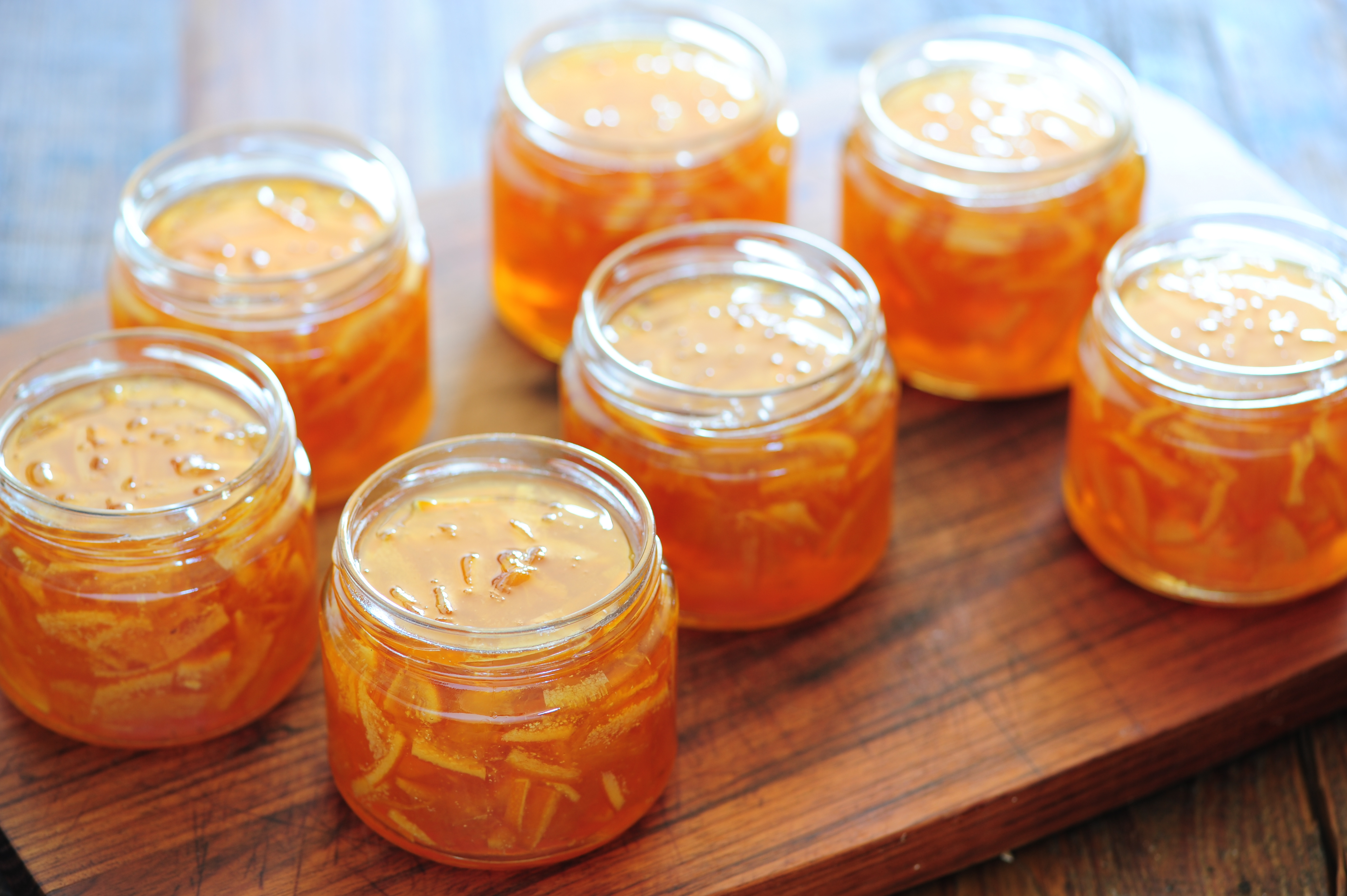
Orangenmarmelade

Marmelade mit Orangen, also Marmelade gemäß heutiger EU-Richtlinie, wird bereits 1669 in London von Samuel Pepys in seinem Tagebucheintrag vom 9. März erwähnt: „Ich trank dort zum ersten Mal Apfelsinensaft, wohl einen halben Liter und in einem Zug. Aus den Schalen machen sie Marmelade. Den Saft trinken sie wie Wein, mit Zucker, und er schmeckt köstlich […]“ Allerdings lässt sich nicht feststellen, ob es sich um süße Orangen oder bereits um Bitterorangen handelte. Das älteste nachgewiesene britische Rezept für Marmelade aus Bitterorangen wurde von einer Eliza Cholmondeley im Jahre 1677 niedergeschrieben, als Marmelet of oranges bezeichnet, und befindet sich heute in den Archiven der englischen Grafschaft Cheshire. Cholmondeleys Rezept ergibt dabei eine quittenbrotähnliche feste Masse.
Konkret nachweisen lässt sich eine kommerzielle Herstellung von Bitterorangenmarmelade erstmals in Dundee, Schottland. Sie wurde von der Kaufmannsfrau Janet Keiller „erfunden“. Gegen Ende des 18. Jahrhunderts war ein spanisches Handelsschiff aus der Region Sevilla durch aufkommenden Sturm gezwungen, den Hafen dieser Stadt anzulaufen. An Bord befand sich eine große Menge Bitterorangen, die ihr Sohn, der Lebensmittelhändler James Keiller, günstig erstanden hatte. Da die Früchte im Rohzustand nahezu ungenießbar waren, kochte seine Mutter diese kleinst gehackt mit sehr viel Zucker ein, um sie damit letztlich erfolgreich in ein gut verkaufsfähiges Produkt zu verwandeln. Diese Marmelade wurde in ihrem Süßwarenladen zusammen mit anderen Marmeladen, die Jam genannt wurden, verkauft. Die sich schnell entwickelnde allgemeine Nachfrage ließ bald eine fabrikmäßige Produktion für die später berühmte schottische Bitterorangenmarmelade entstehen, und 1797 gründete die Familie Keiller bei Dundee die erste Marmeladenmanufaktur der Welt.

## Bezeichnungsverordnungen

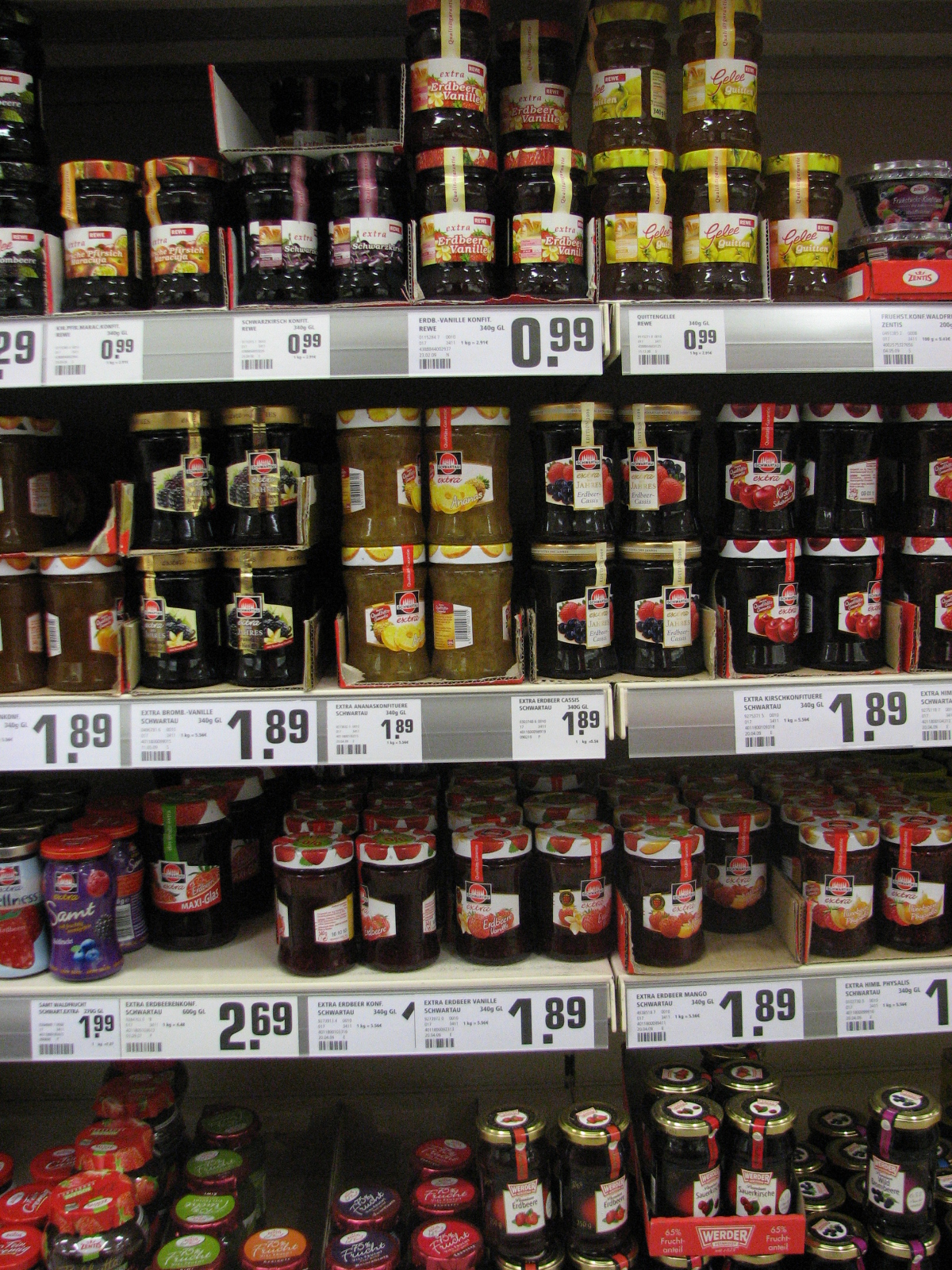

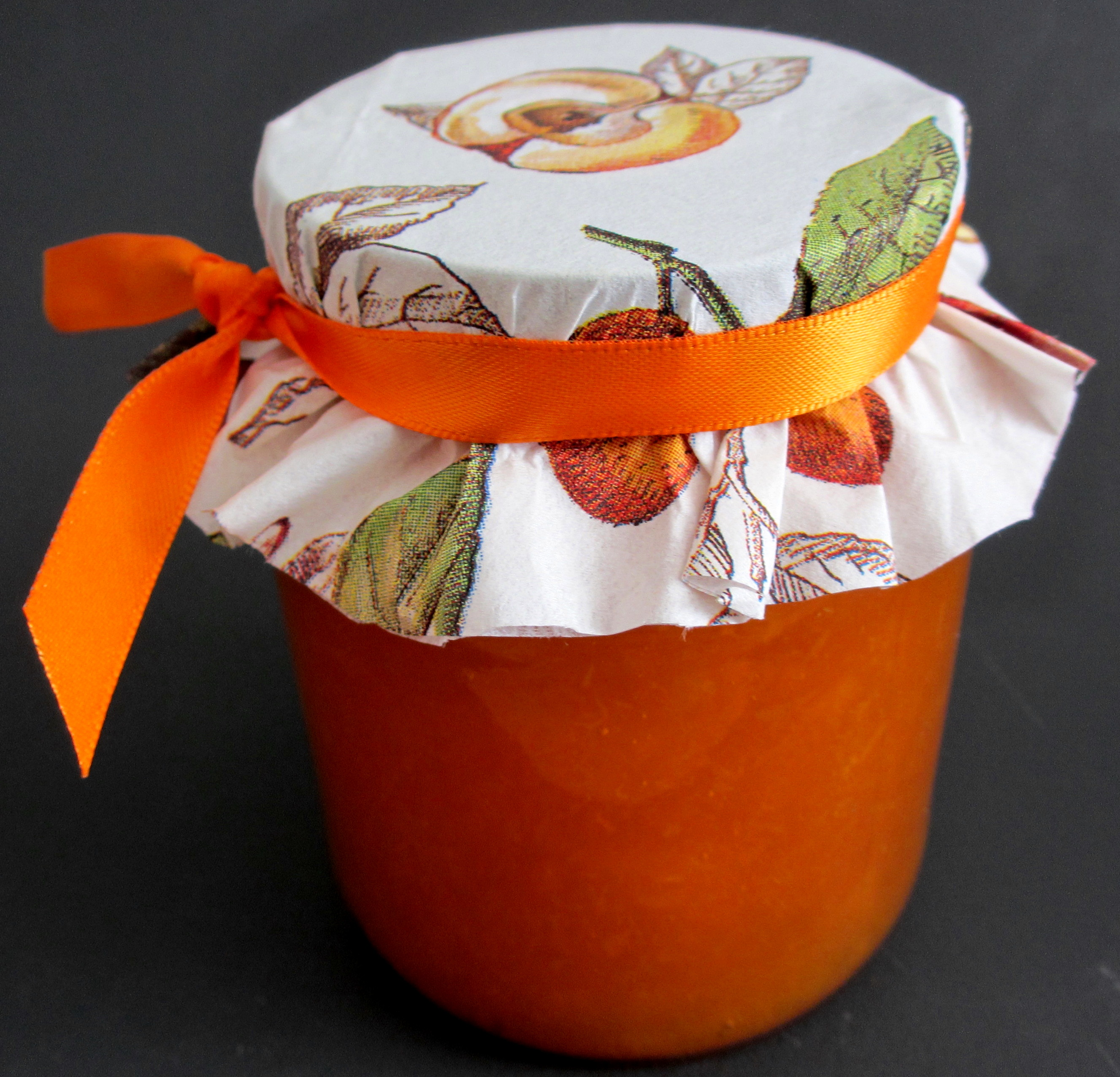
Hausgemachte Aprikosenkonfitüre

Bis zum Erlass der Konfitürenverordnung (KonfV) vom 26. Oktober 1982 in der Bundesrepublik Deutschland wurde der Begriff Marmelade für Zubereitungen aus zahlreichen Früchten wie Johannisbeeren, Kirschen, Erdbeeren, Aprikosen/Marillen, Himbeeren, Pflaumen, Birnen, Äpfeln und anderen verwendet. Der Unterschied zur Konfitüre bestand darin, dass bei dieser noch Fruchtstücke erkennbar waren. Man unterschied außerdem Einfrucht- von Mehrfruchtmarmeladen.
In der Richtlinie 79/693/EWG (Neufassung durch Richtlinie 2001/113/EG) hatte die EWG bestimmt, dass die Bezeichnung Marmelade Fruchtaufstrichen aus Zitrusfrüchten vorbehalten sein soll. Dies ist auf den britischen Einfluss zurückzuführen, denn der englische Begriff marmalade bezeichnete schon vorher die besondere britische (Bitter-)Orangenmarmelade (das Vereinigte Königreich gehörte von 1973 bis zum Brexit 2020 zur EWG/EG/EU). Die Einteilung zwischen Marmelade und Konfitüre konnte zu Missverständnissen führen, weil sich die Klassifizierung änderte und man „alte“ Konfitüre mit Fruchtstücken nicht mehr von „neuer“ Konfitüre unterscheiden konnte.
Mit Rücksicht auf den bestehenden Sprachgebrauch in einigen Mitgliedstaaten erlaubte die EU 2003 allgemein die Verwendung traditioneller Bezeichnungen, soweit die Produkte nicht innergemeinschaftlich gehandelt werden. Nach § 3 Abs. 2 Satz 3 der deutschen Konfitürenverordnung bzw. § 4 Abs. 2 der österreichischen Konfitürenverordnung ist die Bezeichnung „Marmelade“ anstelle von „Konfitüre“ für solche Erzeugnisse zulässig, die auf örtlichen Märkten (z. B. Bauern- und Wochenmärkten) und im „Ab-Hof-Verkauf“ abgegeben werden.
Der Europäische Rat und das Europäische Parlament haben sich am 31. Januar 2024 darauf geeinigt, die bestehenden Vermarktungsnormen für Honig, Fruchtsäften, Konfitüre und Milch zu überprüfen. Die Kommission begrüßt dies ausdrücklich. "Die Mitgliedstaaten dürfen den Begriff „Marmelade“ als Synonym für „Konfitüre“ zulassen, um so dem örtlichen Sprachgebrauch gerecht zu werden.". Ob und wie das deutsche Bundesministerium für Ernährung und Landwirtschaft dieser Möglichkeit folgen wird, ist noch offen.
Marmelade, zu deren Herstellung keine ganzen Früchte, sondern Fruchtsaft benutzt wurde, wird Gelee genannt. Natursüße Produkte von ähnlicher Beschaffenheit müssen in Deutschland als „Fruchtaufstrich“ bezeichnet werden.

## Marmeladenrezepte
In Marmeladenrezepten in Kochbüchern wird weiterhin die traditionelle Marmelade beschrieben. Zu diesen Rezepten gehören zum Beispiel auch Mehrfruchtmarmeladen wie Erdbeer-Apfel-Marmelade und Marmelade aus Sauerkirsche, Stachelbeere und Schwarzer Johannisbeere (siehe auch Opekta).

## Verwendung in Mehlspeisen
Die Marmelade ist ein wichtiger Bestandteil der Österreichischen Küche. So werden Palatschinken mit Marmelade bestrichen und danach eingerollt. Die Sacher-Torte wird vor dem Glasieren mit passierter Marillenmarmelade aprikotiert. Für die Linzer Torte verwendet man traditionsgemäß Ribiselmarmelade. Buchteln können sowohl mit Powidl als auch mit Marillenmarmelade gefüllt werden, für Faschingskrapfen ist Marillenmarmelade üblich. Die Fülle von Punschkrapfen wird ebenfalls unter Verwendung von Marillenmarmelade hergestellt. Polsterzipfe werden mit Marmelade gefüllt, am beliebtesten dafür ist Ribiselmarmelade. Auch viele Weihnachtskekse können auf Marmelade nicht verzichten: Linzer Augen beispielsweise bestehen aus zwei Keksscheiben, die mit Ribiselmarmelade zusammengeklebt sind. Für die Bozner Buchweizentorte wird traditionell Preiselbeermarmelade verwendet.
In der Hessischen Küche findet traditionell Zwetschgenmus (Latwerge) Verwendung bei der Befüllung von Kreppeln. Es ist auch  herkömmlicher Aufstrich auf dunkles Brot (Schwarzbrot) mit Quark (Matte). Regional werden Kreppel auch mit Hagebuttenmarmelade gefüllt.

## Sonstiges
- Der Maler Carl Spitzweg sammelte Rezepte, die er oft mit Zeichnungen oder Collagen versah. Für seine Nichte Nina Spitzweg fertigte er eine Reihe von illustrierten Kochrezepten an, die nach seinen Angaben aus mindestens fünf Kochbüchern stammten. Zur „Marmelade aus Erdbeeren“ bemerkte er: Hier gilt dasselbe wie bei der Bereitung von Kirschenmarmelade. Siehe diese.[17]
- Ein Wirt in der Wachau, der sich weigerte, seine Marillenmarmelade  „Aprikosenkonfitüre“ zu nennen, löste die „Marillen-Affaire“ aus. Diese führte zu einer Ausnahmeregelung der Bezeichnungsvorschrift.[2]
- In Ostösterreich ist der Scherzname Marmeladinger für Norddeutsche gebräuchlich.
- In Kroatien wird mancherorts die Bezeichnung „Marmelade“ auch für Knoblauch mit Olivenöl benutzt.
- Umgangssprachlich wird rohes Mett auch als "Maurermarmelade" bezeichnet.